# Sarcophaga fani
Sarcophaga fani är en tvåvingeart som beskrevs av Li och Ye 1985. Sarcophaga fani ingår i släktet Sarcophaga och familjen köttflugor. Inga underarter finns listade i Catalogue of Life.